# Paranonyma fairmairei
Paranonyma fairmairei är en skalbaggsart som beskrevs av Stefan von Breuning 1957. Paranonyma fairmairei ingår i släktet Paranonyma och familjen långhorningar.
Artens utbredningsområde är Madagaskar. Inga underarter finns listade i Catalogue of Life.